# João Manuel Pereira da Silva
João Manuel Pereira da Silva (vila de Iguaçu, província do Rio de Janeiro, 30 de agosto de 1817 — 16 de junho de 1898) foi um escritor brasileiro.
Filho de Miguel Joaquim Pereira da Silva e Joaquina Rosa de Jesus e Silva, abastados comerciantes portugueses.  
Estudou direito em Paris, formando-se em 1838. Retornando ao Brasil, dedicou-se à literatura, escrevendo textos ficcionais com ambientação histórica, como os folhetins Religião, Amor e Pátria e O Aniversário de D. Miguel em 1828- publicados pelo Jornal do Commercio. Fundou em 1839, junto com Pedro de Alcântara Bellegarde e Josino do Nascimento Silva, a Revista Nacional e Estrangeira, que circulou até 1841.  
Vinculado ao Partido Conservador em sua província de origem, foi deputado geral em 1843/44, 1848, 1850/1852, 1853/1856, 1867/1868, 1869/1870, 1872/1875, 1877, 1882/1884 e 1886/1887. De 9 de janeiro de 1888 a 1889 ocupou uma cadeira no Senado imperial. Após a proclamação da República, deixou a vida parlamentar e se recolheu à vida pessoal. Escreveu a partir de 1895 um livro intitulado Memórias do Meu Tempo, que descreve a vida política brasileira entre 1840 e 1886. Faleceu em 16 de junho de 1898.

## Obras
Romance
- Uma paixão de artista, 1838
- Religião, amor e pátria, 1839
- Aspásia, (s.d.)

Crônica
- Jerônimo Corte-Real, 1840
- Manuel de Moraes, 1866 (eBook)

Antológicos
- Parnaso brasileiro, 2 vol., 1843-1848
- Obras literárias e políticas, 2 vol., 1862
- História da fundação do Império, 7 vol., 1864-1868
- Segundo período do Reinado de D. Pedro I no Brasil, 1871
- História do Brasil de 1831 a 1840, 1879
- Nacionalidade da língua e literatura de Portugal e do Brasil, 1884
- Memórias do meu tempo, 1897

Biografias
- Varões ilustres do Brasil durante os tempos coloniais, 1858
- Plutarco brasileiro, 2 vol., 1847

Contos
- O aniversário de D. Manuel em 1828, 1839
- Felinto Elísio e sua época, 1891

Outros
- Christovam Colombo e o descobrimento da America (eBook)

## Academia Brasileira de Letras
É o fundador da cadeira 34 da Academia Brasileira de Letras.